# Coustaussa
Coustaussa – miejscowość i gmina we Francji, w regionie Oksytania, w departamencie Aude.
Według danych na rok 1990 gminę zamieszkiwały 43 osoby, a gęstość zaludnienia wynosiła 10 osób/km² (wśród 1545 gmin Langwedocji-Roussillon Coustaussa plasuje się na 857. miejscu pod względem liczby ludności, natomiast pod względem powierzchni na miejscu 1042.).

## Zabytki
Zabytki w miejscowości posiadające status Monument historique:
- zamek w Coustaussa (Château de Coustaussa)